# Neolophonotus tribulosus
Neolophonotus tribulosus là một loài ruồi trong họ Asilidae. Neolophonotus tribulosus được Londt miêu tả năm 1988. Loài này phân bố ở vùng nhiệt đới châu Phi.